# Cloralio
Il cloralio (o tricloroacetaldeide) è un composto chimico avente formula C2HCl3O e numero CAS 75-87-6. A temperatura ambiente si presenta come un liquido oleoso, incolore e irritante, dall'odore pungente.
Il cloralio reagisce con l'acqua per formare l'idrato di cloralio, una volta usato come sedativo e ipnotico.

## Storia
Il cloralio venne sintetizzato per la prima volta nel 1832 da Justus von Liebig.

## Produzione
Il cloralio viene prodotto per clorurazione dell'etanolo.
Viene inoltre prodotto come intermedio nella sintesi di vari prodotti, ad esempio per il DDT.
Commercialmente, il cloralio si produce con la clorurazione dell'acetaldeide in acido cloridrico, che produce idrato di cloralio. Questa reazione è catalizzata dal tricloruro di antimonio:
{\displaystyle {\ce {H3CCHO + 3 Cl2 + H2O -> Cl3CCH(OH)2 + 3 HCl}}}
L'idrato di cloralio è distillato dal miscuglio prodotto dalla reazione. Il distillato è dunque disidratato con acido solforico concentrato, dopo di che il livello dell'acido, il quale contiene l'acqua, verrà rimosso:
{\displaystyle {\ce {Cl3CCH(OH)2 -> Cl3CCHO + H2O}}}
Il prodotto di questa ultima reazione è purificato tramite distillazione frazionata.

## Reazioni tipiche
Il cloralio tende a reagire con l'acqua (formando idrato di cloralio) e con gli alcoli.
Oltre la sua tendenza ad idratarsi, il cloralio è un importante precursore nella sintesi del DDT. Per utilizzare il cloralio al fine di produrre DDT, lo si tratta con il clorobenzene in presenza di una quantità catalizzatrice di acido solforico:
{\displaystyle {\ce {Cl3CCHO + 2 C6H5Cl -> Cl3CCH(C6H4Cl)2 + H2O}}}
Questa reazione è stata descritta da Othmar Zeidler nel 1874. Anche l'erbicida dimetossi-DDT è prodotto a partire dal cloralio.
Trattando il cloralio con idrossido di sodio si ottiene cloroformio e formiato di sodio:
{\displaystyle {\ce {Cl3CCHO + NaOH -> Cl3CH + HCOONa}}}
Il cloralio è ridotto facilmente a tricloroetanolo, che è prodotto dal corpo tramite il cloralio stesso.

## Applicazioni
Viene impiegato per la produzione dell'idrato di cloralio.

## Sicurezza
Il cloralio e l'idrato di cloralio hanno le stesse proprietà biologiche dato che il primo si idrata rapidamente. L'idrato di cloralio era normalmente somministrato ai pazienti senza effetti latenti. L'esposizione prolungata ai vapori è comunque dannosa, con una LD50 per un'esposizione di quattro ore di 440 mg/m3.